# Nelson Tower
La Nelson Tower es un rascacielos de 46 plantas y 171 metros, localizado en el número 450 de la séptima avenida en Manhattan, Nueva York.

## Historia
La Nelson Tower fue completada en 1931 y se convirtió en el edificio más alto del Garment District de Nueva York. A día de hoy se encuentra detrás del One Penn Plaza, un edificio de sesenta plantas que se encuentra en la calle 34 desde la Nelson Tower pero es visible desde varias direcciones excepto desde el sureste. Fue diseñado por H. Craig Severance. El edificio fue originalmente planeado y construido por el diseñador de Nueva York, Julius Nelson.

## Arquitectura
El edificio tiene una base rectangular y su estructura está formada por varias terrazas. Cada sección es de piedra marrón con la parte superior de ella forrada con piedra blanca. La parte superior de la fachada es completamente de piedra blanca y tiene una ligera pendiente.